# T Equulei
T Equulei är en halvregelbunden variabel (SRB) i stjärnbilden Lilla hästen, som upptäcktes 1921.
Stjärnan varierar mellan visuell magnitud +8,9 och 11,0 med en period av 142,1 dygn.